# Esteban Juan Caselli
Esteban Juan Caselli (Buenos Aires, 28 novembre 1942) è un politico italiano.

## Biografia

### Attività privata
Dal 1969 al 1976 fu amministratore e socio di una società agricola. Dal 1974 al 1976 fu presidente di una società immobiliare. Risale a questo periodo la sua vicinanza politica al dirigente siderurgico Victorio Calabrò, a quel tempo governatore della provincia di Buenos Aires.
Dal 1986 al 1989 fu presidente di una società metallurgica, con competenze computeristiche, collegata con la ditta Microsistema (GRUPO SADE- PEREZ COMPANC) e con la ditta ITRON (Gruppo Macri).
Dal 1989 al 1990 fu direttore di una società mista di siderurgia argentina, la SOMISA. Risale a questo periodo il suo stabile collegamento con Hugo Franco, uno dei principali agenti politici del gruppo di alti prelati più conservatori: ciò gli consentì di accreditarsi con Carlos Menem, che lo utilizzò per stringere rapporti con il cardinale di Córdoba Raul Francisco Primatesta, il cardinale Antonio Quarracino e i vescovi Emilio Ognenovic e Desiderio Collino.

### Attività pubblica in Argentina
Dal 1989 al 1990 fu Asesor del Ministro della salute e dell'azione sociale della Repubblica argentina.
Indi svolse alcune funzioni di elevatissimo livello presso la Presidenza della Repubblica argentina:
- dal 1990 al 1991: Jefe de Asesores del Segretario Generale della Presidenza;
- dal 1993 al 1995: Subsecretario de Acción de Gobierno della Presidenza;
- nel 1995: Secretario de Estado de Coordinación della vicepresidenza.

Nella sua veste di sottosegretario alla Presidenza della Repubblica di Carlos Menem, intervenne a nome della Casa Rosada sul Ministro della difesa a favore della ditta Sarlenga, poi coinvolta in un processo per traffico d'armi alla Croazia e all'Ecuador.
Il progressivo distacco dalla presidenza Menem fu consacrato dall'aspra polemica pubblica con l'ex ministro dell'economia argentino Domingo Cavallo, il quale esplicitamente ascrisse a Caselli l'appartenenza ad una 'mafia' legata ad Alfredo Yabran, personaggio collegato tra l'altro all'uccisione di José Luis Cabezas, fotografo del settimanale politico argentino 'Noticias'. Cavallo nel 1997 ripetutamente e pubblicamente accusò Caselli di essere coinvolto anche nel citato traffico illegale di armi tra Argentina, Croazia ed Ecuador, in un traffico d'oro e di essere coinvolto nella rete di protezione dei colpevoli dell'attentato antiebraico alla Amia (Associazione di mutua assistenza israelo-argentina) che causò a Buenos Aires una ottantina di morti e centinaia di feriti il 18 luglio 1994.
In prosieguo (1997-1999) Caselli fu nominato ambasciatore argentino in Vaticano, incarico che utilizzò per consolidare la sua amicizia e il suo sodalizio con l'allora segretario di Stato del Vaticano, il cardinale Angelo Sodano. Un rapporto privilegiato che gli consentì di esercitare grande peso in patria: al vescovo Rafael Rey, titolare della Cáritas Argentina, suggerì di moderare le sue critiche al governo Menem; fu sempre Caselli a indicare, per la sede episcopale di Iguazù, il tesoriere di Primatesta, Marcelo Martorell, che ottenne la carica malgrado l'opposizione del cardinale Jorge Bergoglio.
Nella veste di ambasciatore argentino trasmise al papa il messaggio con cui Menem censurava l'intervento pubblico del vescovo argentino monsignor Justo Laguna, in quanto giudicato irrispettoso nei confronti della decisione del Vaticano di intercedere per la liberazione a Londra del dittatore cileno Augusto Pinochet.
Nel 1998 co-presiedette anche la delegazione argentina alla conferenza per la creazione della Corte penale internazionale, a Roma.
Appena tornato in Argentina Caselli sostenne la campagna vincente di Carlos Ruckauf, eletto governatore della provincia di Buenos Aires: anche valendosi dei trascorsi legami con l'ambiente peronista che risalgono agli anni Settanta ottenne in cambio l'incarico - dal 1999 al 2001 – di segretario generale nel governatorato della provincia di Buenos Aires, dove svolse anche funzioni di Secretario Legal y Técnico.
Abbandonato definitivamente il menemismo, durante i governi di Fernando de la Rúa e di Néstor Kirchner – nella veste di sottosegretario agli affari di culto del Ministero degli affari esteri, commercio internazionale e culto della Repubblica argentina, su nomina presidenziale, dal 2001 al 2003 - mantenne i suoi contatti e le sue relazioni con l'ala conservatrice della chiesa argentina, soprattutto con Martorell, il vescovo di Zárate-Campana Oscar Sarlinga e l'arcivescovo Héctor Aguer; il suo principale contatto a Roma era il cardinale argentino Leonardo Sandri.
Nella veste amministrativa firmò l'atto amministrativo che “con una rapidità miracolosa” approvò il collocamento a riposo dell'arcivescovo Edgardo Storni, dopo che questi era stato denunciato per abusi sessuali su tre minorenni; l'atto consentì l'erogazione al prelato del vitalizio, nonostante non avesse ancora i 75 anni previsti dalla legge argentina per questo emolumento.

### Attività politica in Italia

#### Elezione a senatore
Alle elezioni politiche del 2008 viene eletto al Senato della Repubblica, nella circoscrizione ESTERO B (America Meridionale) nelle liste del Popolo della Libertà, in virtù delle 50.400 preferenze personali.
A seguito della scoperta di intercettazioni che comproverebbero un rogo di schede elettorali a sfavore della sua rivale Mirella Giai, è stato ipotizzato che in quella circoscrizione "la stessa distribuzione dei seggi sarebbe stata diversa". Tali ipotesi si aggiungono alle lamentele di Luigi Pallaro, senatore uscente non rieletto, e degli avversari politici.
Il 9 febbraio 2010 il senatore Esteban Caselli, ha annunciato che, nel 2011, si sarebbe candidato alla presidenza dell'Argentina come leader del partito 'Pueblo de la Libertad', che ha recentemente fondato nel Paese.
Alle elezioni politiche del 2013 non ottiene la ricandidatura con Il Popolo della Libertà, pertanto costituisce la lista Italiani per la Libertà con cui si ricandida nella sua circoscrizione: ottiene 7.100 preferenze e non viene rieletto, in quanto la lista non ottiene il seggio.